# Groupe H de la Coupe du monde de football 2018
Navigation
- A
- B
- C
- D
- E
- F
- G
- H

- 1/8e
- 1/4
- 1/2
- Finale

Le groupe H de la Coupe du monde 2018, qui se dispute en Russie du 14 juin au 15 juillet 2018, comprend quatre équipes dont les deux premières se qualifient pour les huitièmes de finale de la compétition.
Le tirage au sort est effectué le 1er décembre 2017 au Kremlin à Moscou.
Le premier de ce groupe affronte le deuxième du Groupe G et le deuxième de ce groupe affronte le premier du Groupe G.

## Résumé
La Pologne et la Colombie, font office de favoris de ce groupe H. Les Polonais se sont facilement qualifiés pour la phase finale, avec 8 victoires sur 10 matchs, un match nul et une défaite dans le groupe E des éliminatoires européens en terminant devant le Danemark, également qualifié. La Colombie a connu plus de difficultés, terminant à la quatrième place des éliminatoires Sud-Américains, devant le Pérou, barragiste et également qualifié. Le Sénégal, qui participe au mondial pour la deuxième fois après un parcours jusqu'aux quarts de finale en 2002, s'est qualifié à la première place du groupe D du troisième tour des éliminatoires africains. Enfin, le Japon s'est qualifié à la première place du groupe B des éliminatoires asiatiques en terminant devant l'Arabie saoudite et l'Australie, tous deux également qualifiés.
La première journée voit les deux favoris se faire surprendre : la Colombie est défaite par le Japon (1-2) tandis que le Sénégal bat la Pologne (2-1). La deuxième journée verra l'élimination de la Pologne, lourdement défaite par la Colombie qui se relance tandis que le Japon et le Sénégal se neutralisent (2-2). La Colombie décroche finalement la première place du groupe en battant le Sénégal 1 à 0, tandis que la Pologne quitte la compétition sur une victoire face au Japon également 1 à 0. Le Japon obtient la qualification aux dépens du Sénégal grâce à la nouvelle règle du « fair-play ». Ce critère disciplinaire évite un tirage au sort et est favorable aux Japonais qui ont reçu moins de cartons jaunes que les Sénégalais, alors que les deux nations sont à égalité parfaite au classement.

## Classement
|   | Équipe   | Pts | J | G | N | P | Bp | Bc | Diff |
| 1 | Colombie | 6   | 3 | 2 | 0 | 1 | 5  | 2  | +3   |
| 2 | Japon    | 4   | 3 | 1 | 1 | 1 | 4  | 4  | 0    |
| 3 | Sénégal  | 4   | 3 | 1 | 1 | 1 | 4  | 4  | 0    |
| 4 | Pologne  | 3   | 3 | 1 | 0 | 2 | 2  | 5  | -3   |

| 15 | 19 juin 2018 | Pologne  | 1 - 2 | Sénégal  |
| 16 | 19 juin 2018 | Colombie | 1 - 2 | Japon    |
| 31 | 24 juin 2018 | Pologne  | 0 - 3 | Colombie |
| 32 | 24 juin 2018 | Japon    | 2 - 2 | Sénégal  |
| 47 | 28 juin 2018 | Japon    | 0 - 1 | Pologne  |
| 48 | 28 juin 2018 | Sénégal  | 0 - 1 | Colombie |

Le Japon et le Sénégal sont à égalité parfaite (points, différence de buts, nombre de buts et confrontation directe) à la deuxième place qualificative. C'est le classement des points disciplinaires (en fonction des cartons jaunes et rouges reçus) qui est pris en compte pour départager les équipes : le Japon, -4 pts, est qualifié, le Sénégal, -6 pts, est éliminé. Ce critère nouvellement introduit permet d'éviter un tirage au sort.

## 1rejournée

### Colombie - Japon
| Match 15                                                 | Colombie                   | 1 - 2   | Japon                                                     | Stade de Mordovie, Saransk                     |                                                |
| 19 juin 2018 · 15:00 (UTC+3) · Historique des rencontres | Juan Fernando Quintero 39e | (1 - 1) | 6e (pen.) Shinji Kagawa · 73e Yuya Osako (Keisuke Honda ) | Spectateurs : 40 842 Arbitrage : Damir Skomina | Spectateurs : 40 842 Arbitrage : Damir Skomina |
| 19 juin 2018 · 15:00 (UTC+3) · Historique des rencontres | Rapport                    |         |                                                           | Spectateurs : 40 842 Arbitrage : Damir Skomina | Spectateurs : 40 842 Arbitrage : Damir Skomina |

| Colombie | Japon |

| COLOMBIE :      |    |                        |     |     |
|                 |    |                        |     |     |
| Gardien de but  | 01 | David Ospina           |     |     |
|                 | 04 | Santiago Arias         |     |     |
|                 | 23 | Davinson Sánchez       |     |     |
|                 | 03 | Óscar Murillo          |     |     |
|                 | 17 | Johan Mojica           |     |     |
|                 | 06 | Carlos Sánchez         | 3e  |     |
|                 | 16 | Jefferson Lerma        |     |     |
|                 | 11 | Juan Cuadrado          |     | 31e |
|                 | 21 | José Izquierdo         |     | 70e |
|                 | 20 | Juan Fernando Quintero |     | 59e |
|                 | 09 | Radamel Falcao         |     |     |
| Remplaçants :   |    |                        |     |     |
|                 | 05 | Wílmar Barrios         | 64e | 31e |
|                 | 10 | James Rodríguez        | 86e | 59e |
|                 | 07 | Carlos Bacca           |     | 70e |
| Sélectionneur : |    |                        |     |     |
| José Pékerman   |    |                        |     |     |

| JAPON :         |    |                  |       |     |
|                 |    |                  |       |     |
| Gardien de but  | 01 | Eiji Kawashima   | 90+4e |     |
|                 | 19 | Hiroki Sakai     |       |     |
|                 | 22 | Maya Yoshida     |       |     |
|                 | 03 | Gen Shōji        |       |     |
|                 | 05 | Yūto Nagatomo    |       |     |
|                 | 17 | Makoto Hasebe    |       |     |
|                 | 07 | Gaku Shibasaki   |       | 80e |
|                 | 08 | Genki Haraguchi  |       |     |
|                 | 10 | Shinji Kagawa    |       | 70e |
|                 | 14 | Takashi Inui     |       |     |
|                 | 15 | Yuya Osako       |       | 85e |
| Remplaçants :   |    |                  |       |     |
|                 | 04 | Keisuke Honda    |       | 70e |
|                 | 16 | Hotaru Yamaguchi |       | 80e |
|                 | 09 | Shinji Okazaki   |       | 85e |
| Sélectionneur : |    |                  |       |     |
| Akira Nishino   |    |                  |       |     |

| Assistants : Jure Praprotnik Robert Vukan Quatrième arbitre : Mehdi Abid Charef Cinquième arbitre : Anouar Hmila Arbitre vidéo : Danny Makkelie Assistants arbitre vidéo : Bastian Dankert Sander van Roekel Felix Zwayer Homme du Match : Yuya Osako |

### Pologne - Sénégal
| Match 16                                                 | Pologne                                   | 1 - 2   | Sénégal                                           | Stade du Spartak, Moscou                         |                                                  |
| 19 juin 2018 · 18:00 (UTC+3) · Historique des rencontres | ( Kamil Grosicki) Grzegorz Krychowiak 86e | (0 - 1) | 37e (csc) Thiago Rangel Cionek · 60e M'Baye Niang | Spectateurs : 44 190 Arbitrage : Nawaf Shukralla | Spectateurs : 44 190 Arbitrage : Nawaf Shukralla |
| 19 juin 2018 · 18:00 (UTC+3) · Historique des rencontres | Rapport                                   |         |                                                   | Spectateurs : 44 190 Arbitrage : Nawaf Shukralla | Spectateurs : 44 190 Arbitrage : Nawaf Shukralla |

| Pologne | Sénégal |

| POLOGNE :       |    |                      |     |     |
|                 |    |                      |     |     |
| Gardien de but  | 01 | Wojciech Szczęsny    |     |     |
|                 | 20 | Łukasz Piszczek      |     | 83e |
|                 | 04 | Thiago Rangel Cionek |     |     |
|                 | 02 | Michał Pazdan        |     |     |
|                 | 13 | Maciej Rybus         |     |     |
|                 | 10 | Grzegorz Krychowiak  | 12e |     |
|                 | 19 | Piotr Zieliński      |     |     |
|                 | 16 | Jakub Błaszczykowski |     | 46e |
|                 | 07 | Arkadiusz Milik      |     | 73e |
|                 | 11 | Kamil Grosicki       |     |     |
|                 | 09 | Robert Lewandowski   |     |     |
| Remplaçants :   |    |                      |     |     |
|                 | 05 | Jan Bednarek         |     | 46e |
|                 | 23 | Dawid Kownacki       |     | 73e |
|                 | 18 | Bartosz Bereszyński  |     | 83e |
| Sélectionneur : |    |                      |     |     |
| Adam Nawałka    |    |                      |     |     |

| SÉNÉGAL :       |    |                    |     |     |
|                 |    |                    |     |     |
| Gardien de but  | 16 | Khadim N'Diaye     |     |     |
|                 | 22 | Moussa Wagué       |     |     |
|                 | 03 | Kalidou Koulibaly  |     |     |
|                 | 06 | Salif Sané         | 49e |     |
|                 | 12 | Youssouf Sabaly    |     |     |
|                 | 10 | Sadio Mané         |     |     |
|                 | 13 | Alfred N'Diaye     |     | 87e |
|                 | 05 | Idrissa Gueye      | 72e |     |
|                 | 18 | Ismaïla Sarr       |     |     |
|                 | 09 | Mame Biram Diouf   |     | 62e |
|                 | 19 | M'Baye Niang       |     | 75e |
| Remplaçants :   |    |                    |     |     |
|                 | 11 | Cheikh Ndoye       |     | 62e |
|                 | 14 | Pape Moussa Konaté |     | 75e |
|                 | 08 | Cheikhou Kouyaté   |     | 87e |
| Sélectionneur : |    |                    |     |     |
| Aliou Cissé     |    |                    |     |     |

| Assistants : Yaser Tulefat Taleb Al Maari Quatrième arbitre : Abdulrahman Al-Jassim Cinquième arbitre : Mohamed Al Hammadi Arbitre vidéo : Artur Soares Dias Assistants arbitre vidéo : Tiago Martins Hernán Maidana Wilton Sampaio Homme du Match : M'Baye Niang |

## 2ejournée

### Pologne - Colombie
| Match 31                                                 | Pologne | 0 - 3   | Colombie | Kazan Arena, Kazan                                  |                                                     |
| 24 juin 2018 · 21:00 (UTC+3) · Historique des rencontres |         | (0 - 1) | 40e Yerry Mina (James Rodríguez ) · 70e Radamel Falcao (Juan Fernando Quintero ) · 75e Juan Cuadrado (James Rodríguez ) | Spectateurs : 42 873 Arbitrage : César Arturo Ramos | Spectateurs : 42 873 Arbitrage : César Arturo Ramos |
| 24 juin 2018 · 21:00 (UTC+3) · Historique des rencontres | Rapport |         | | Spectateurs : 42 873 Arbitrage : César Arturo Ramos | Spectateurs : 42 873 Arbitrage : César Arturo Ramos |

| Pologne | Colombie |

| POLOGNE :       |    |                     |     |     |
|                 |    |                     |     |     |
| Gardien de but  | 01 | Wojciech Szczęsny   |     |     |
|                 | 20 | Łukasz Piszczek     |     |     |
|                 | 05 | Jan Bednarek        | 61e |     |
|                 | 02 | Michał Pazdan       |     | 80e |
|                 | 18 | Bartosz Bereszyński |     | 72e |
|                 | 10 | Grzegorz Krychowiak |     |     |
|                 | 06 | Jacek Góralski      | 85e |     |
|                 | 13 | Maciej Rybus        |     |     |
|                 | 19 | Piotr Zieliński     |     |     |
|                 | 09 | Robert Lewandowski  |     |     |
|                 | 23 | Dawid Kownacki      |     | 57e |
| Remplaçants :   |    |                     |     |     |
|                 | 11 | Kamil Grosicki      |     | 57e |
|                 | 14 | Łukasz Teodorczyk   |     | 72e |
|                 | 15 | Kamil Glik          |     | 80e |
| Sélectionneur : |    |                     |     |     |
| Adam Nawałka    |    |                     |     |     |

| COLOMBIE :      |    |                        |  |     |
|                 |    |                        |  |     |
| Gardien de but  | 01 | David Ospina           |  |     |
|                 | 04 | Santiago Arias         |  |     |
|                 | 23 | Davinson Sánchez       |  |     |
|                 | 13 | Yerry Mina             |  |     |
|                 | 17 | Johan Mojica           |  |     |
|                 | 08 | Abel Aguilar           |  | 32e |
|                 | 05 | Wílmar Barrios         |  |     |
|                 | 11 | Juan Cuadrado          |  |     |
|                 | 20 | Juan Fernando Quintero |  | 73e |
|                 | 10 | James Rodríguez        |  |     |
|                 | 09 | Radamel Falcao         |  | 78e |
| Remplaçants :   |    |                        |  |     |
|                 | 15 | Mateus Uribe           |  | 32e |
|                 | 16 | Jefferson Lerma        |  | 73e |
|                 | 07 | Carlos Bacca           |  | 78e |
| Sélectionneur : |    |                        |  |     |
| José Pékerman   |    |                        |  |     |

| Assistants : Marvin Torrentera Miguel Hernández Quatrième arbitre : Julio Bascuñán Cinquième arbitre : Christian Schiemann Arbitre vidéo : Mauro Vigliano Assistants arbitre vidéo : Gery Vargas Roberto Díaz Pérez Daniele Orsato Homme du Match : James Rodríguez |

### Japon - Sénégal
| Match 32                                                 | Japon                                                                 | 2 - 2   | Sénégal                                           | Iekaterinbourg Arena, Iekaterinbourg             |                                                  |
| 24 juin 2018 · 20:00 (UTC+5) · Historique des rencontres | ( Yūto Nagatomo) Takashi Inui 34e · ( Takashi Inui) Keisuke Honda 78e | (1 - 1) | 11e Sadio Mané · 71e Moussa Wagué (M'Baye Niang ) | Spectateurs : 32 572 Arbitrage : Gianluca Rocchi | Spectateurs : 32 572 Arbitrage : Gianluca Rocchi |
| 24 juin 2018 · 20:00 (UTC+5) · Historique des rencontres | Rapport                                                               |         |                                                   | Spectateurs : 32 572 Arbitrage : Gianluca Rocchi | Spectateurs : 32 572 Arbitrage : Gianluca Rocchi |

| Japon | Sénégal |

| JAPON :         |    |                 |       |     |
|                 |    |                 |       |     |
| Gardien de but  | 01 | Eiji Kawashima  |       |     |
|                 | 19 | Hiroki Sakai    |       |     |
|                 | 22 | Maya Yoshida    |       |     |
|                 | 03 | Gen Shōji       |       |     |
|                 | 05 | Yūto Nagatomo   |       |     |
|                 | 17 | Makoto Hasebe   | 90+4e |     |
|                 | 07 | Gaku Shibasaki  |       |     |
|                 | 08 | Genki Haraguchi |       | 75e |
|                 | 10 | Shinji Kagawa   |       | 72e |
|                 | 14 | Takashi Inui    | 68e   | 87e |
|                 | 15 | Yuya Osako      |       |     |
| Remplaçants :   |    |                 |       |     |
|                 | 04 | Keisuke Honda   |       | 72e |
|                 | 09 | Shinji Okazaki  |       | 75e |
|                 | 11 | Takashi Usami   |       | 87e |
| Sélectionneur : |    |                 |       |     |
| Akira Nishino   |    |                 |       |     |

| SÉNÉGAL :       |    |                      |       |     |
|                 |    |                      |       |     |
| Gardien de but  | 16 | Khadim N'Diaye       |       |     |
|                 | 12 | Youssouf Sabaly      | 90e   |     |
|                 | 03 | Kalidou Koulibaly    |       |     |
|                 | 06 | Salif Sané           |       |     |
|                 | 22 | Moussa Wagué         |       |     |
|                 | 17 | Papa Alioune N'Diaye |       | 81e |
|                 | 13 | Alfred N'Diaye       |       | 65e |
|                 | 05 | Idrissa Gueye        |       |     |
|                 | 18 | Ismaïla Sarr         |       |     |
|                 | 19 | M'Baye Niang         | 59e   | 86e |
|                 | 10 | Sadio Mané           |       |     |
| Remplaçants :   |    |                      |       |     |
|                 | 08 | Cheikhou Kouyaté     |       | 65e |
|                 | 11 | Cheikh Ndoye         | 90+1e | 81e |
|                 | 09 | Mame Biram Diouf     |       | 86e |
| Sélectionneur : |    |                      |       |     |
| Aliou Cissé     |    |                      |       |     |

| Assistants : Elenito Di Liberatore Mauro Tonolini Quatrième arbitre : Abdulrahman Al-Jassim Cinquième arbitre : Taleb Al Maari Arbitre vidéo : Massimiliano Irrati Assistants arbitre vidéo : Tiago Martins Hernán Maidana Paolo Valeri Homme du Match : Sadio Mané |

## 3ejournée

### Japon - Pologne
| Match 47                                                 | Japon   | 0 - 1   | Pologne                           | Volgograd Arena, Volgograd                     |                                                |
| 28 juin 2018 · 18:00 (UTC+4) · Historique des rencontres |         | (0 - 0) | 59e Jan Bednarek (Rafał Kurzawa ) | Spectateurs : 42 189 Arbitrage : Janny Sikazwe | Spectateurs : 42 189 Arbitrage : Janny Sikazwe |
| 28 juin 2018 · 18:00 (UTC+4) · Historique des rencontres | Rapport |         |                                   | Spectateurs : 42 189 Arbitrage : Janny Sikazwe | Spectateurs : 42 189 Arbitrage : Janny Sikazwe |

| Japon | Pologne |

| JAPON :         |    |                  |     |     |
|                 |    |                  |     |     |
| Gardien de but  | 01 | Eiji Kawashima   |     |     |
|                 | 19 | Hiroki Sakai     |     |     |
|                 | 22 | Maya Yoshida     |     |     |
|                 | 20 | Tomoaki Makino   | 66e |     |
|                 | 05 | Yūto Nagatomo    |     |     |
|                 | 16 | Hotaru Yamaguchi |     |     |
|                 | 07 | Gaku Shibasaki   |     |     |
|                 | 21 | Gōtoku Sakai     |     |     |
|                 | 09 | Shinji Okazaki   |     | 47e |
|                 | 11 | Takashi Usami    |     | 65e |
|                 | 13 | Yoshinori Muto   |     | 82e |
| Remplaçants :   |    |                  |     |     |
|                 | 15 | Yuya Osako       |     | 47e |
|                 | 14 | Takashi Inui     |     | 65e |
|                 | 17 | Makoto Hasebe    |     | 82e |
| Sélectionneur : |    |                  |     |     |
| Akira Nishino   |    |                  |     |     |

| POLOGNE :       |    |                     |  |     |
|                 |    |                     |  |     |
| Gardien de but  | 22 | Łukasz Fabiański    |  |     |
|                 | 18 | Bartosz Bereszyński |  |     |
|                 | 15 | Kamil Glik          |  |     |
|                 | 05 | Jan Bednarek        |  |     |
|                 | 21 | Rafał Kurzawa       |  | 79e |
|                 | 10 | Grzegorz Krychowiak |  |     |
|                 | 06 | Jacek Góralski      |  |     |
|                 | 03 | Artur Jędrzejczyk   |  |     |
|                 | 19 | Piotr Zieliński     |  | 79e |
|                 | 09 | Robert Lewandowski  |  |     |
|                 | 11 | Kamil Grosicki      |  |     |
| Remplaçants :   |    |                     |  |     |
|                 | 14 | Łukasz Teodorczyk   |  | 79e |
|                 | 17 | Sławomir Peszko     |  | 79e |
| Sélectionneur : |    |                     |  |     |
| Adam Nawałka    |    |                     |  |     |

| Assistants : Jerson Dos Santos Zakhele Siwela Quatrième arbitre : Ricardo Montero Cinquième arbitre : Juan Carlos Mora Arbitre vidéo : Daniele Orsato Assistants arbitre vidéo : Gery Vargas Carlos Astroza Paolo Valeri Homme du Match : Jan Bednarek |

### Sénégal - Colombie
| Match 48                                                 | Sénégal | 0 - 1   | Colombie                                 | Samara Arena, Samara                           |                                                |
| 28 juin 2018 · 18:00 (UTC+4) · Historique des rencontres |         | (0 - 0) | 74e Yerry Mina (Juan Fernando Quintero ) | Spectateurs : 41 970 Arbitrage : Milorad Mažić | Spectateurs : 41 970 Arbitrage : Milorad Mažić |
| 28 juin 2018 · 18:00 (UTC+4) · Historique des rencontres | Rapport |         |                                          | Spectateurs : 41 970 Arbitrage : Milorad Mažić | Spectateurs : 41 970 Arbitrage : Milorad Mažić |

| Sénégal | Colombie |

| SÉNÉGAL :       |    |                   |     |     |
|                 |    |                   |     |     |
| Gardien de but  | 16 | Khadim N'Diaye    |     |     |
|                 | 21 | Lamine Gassama    |     |     |
|                 | 06 | Salif Sané        |     |     |
|                 | 03 | Kalidou Koulibaly |     |     |
|                 | 12 | Youssouf Sabaly   |     | 74e |
|                 | 18 | Ismaïla Sarr      |     |     |
|                 | 08 | Cheikhou Kouyaté  |     |     |
|                 | 05 | Idrissa Gueye     |     |     |
|                 | 10 | Sadio Mané        |     |     |
|                 | 20 | Keita Baldé       |     | 80e |
|                 | 19 | M'Baye Niang      | 51e | 86e |
| Remplaçants :   |    |                   |     |     |
|                 | 22 | Moussa Wagué      |     | 74e |
|                 | 14 | Moussa Konaté     |     | 80e |
|                 | 15 | Diafra Sakho      |     | 86e |
| Sélectionneur : |    |                   |     |     |
| Aliou Cissé     |    |                   |     |     |

| COLOMBIE :      |    |                        |     |     |
|                 |    |                        |     |     |
| Gardien de but  | 01 | David Ospina           |     |     |
|                 | 04 | Santiago Arias         |     |     |
|                 | 23 | Davinson Sánchez       |     |     |
|                 | 13 | Yerry Mina             |     |     |
|                 | 17 | Johan Mojica           | 45e |     |
|                 | 15 | Mateus Uribe           |     | 83e |
|                 | 06 | Carlos Sánchez         |     |     |
|                 | 11 | Juan Cuadrado          |     |     |
|                 | 20 | Juan Fernando Quintero |     |     |
|                 | 10 | James Rodríguez        |     | 31e |
|                 | 09 | Radamel Falcao         |     | 89e |
| Remplaçants :   |    |                        |     |     |
|                 | 14 | Luis Muriel            |     | 31e |
|                 | 16 | Jefferson Lerma        |     | 83e |
|                 | 19 | Miguel Borja           |     | 89e |
| Sélectionneur : |    |                        |     |     |
| José Pékerman   |    |                        |     |     |

| Assistants : Milovan Ristić Dalibor Đurđević Quatrième arbitre : Bamlak Tessema Weyesa Cinquième arbitre : Hasan Al Mahri Arbitre vidéo : Danny Makkelie Assistants arbitre vidéo : Bastian Dankert Elenito Di Liberatore Gianluca Rocchi Homme du Match : Yerry Mina |

## Homme du match
| Match | Résultats | Résultats | Résultats | Homme du match  |
| ----- | --------- | --------- | --------- | --------------- |
| 15    | Pologne   | 1 - 2     | Sénégal   | M'Baye Niang    |
| 16    | Colombie  | 1 - 2     | Japon     | Yuya Osako      |
| 31    | Pologne   | 0 - 3     | Colombie  | James Rodríguez |
| 32    | Japon     | 2 - 2     | Sénégal   | Sadio Mané      |
| 47    | Japon     | 0 - 1     | Pologne   | Jan Bednarek    |
| 48    | Sénégal   | 0 - 1     | Colombie  | Yerry Mina      |

## Buteurs
| Rang  | Joueur                 | Buts |
| ----- | ---------------------- | ---- |
| 1     | Yerry Mina             | 2    |
| 2     | Juan Cuadrado          | 1    |
| 2     | Radamel Falcao         | 1    |
| 2     | Juan Fernando Quintero | 1    |
| 2     | Keisuke Honda          | 1    |
| 2     | Takashi Inui           | 1    |
| 2     | Shinji Kagawa          | 1    |
| 2     | Yuya Osako             | 1    |
| 2     | Jan Bednarek           | 1    |
| 2     | Grzegorz Krychowiak    | 1    |
| 2     | Sadio Mané             | 1    |
| 2     | M'Baye Niang           | 1    |
| 2     | Moussa Wagué           | 1    |
| CSC   | Thiago Rangel Cionek   | 1    |
| TOTAL | TOTAL                  | 15   |